# 18. december
18. december je 352. dan leta (353. v prestopnih letih) v gregorijanskem koledarju. Ostaja še 13 dni.

## Dogodki
- 1423 – Ernest Železni se odpove fevdalnemu gospostvu nad delom posestev Celjskih grofov
- 1815 – na ljubljanskem liceju ustanovljena stolica za slovenski jezik
- 1849 – William Cranch Bond napravi prvi posnetek Lune skozi teleskop
- 1859 – Janez Bosko ustanovi red salezijancev
- 1865 – ratificiran 13. amandma ameriške ustave, ki odpravi suženjstvo
- 1866 – Tirolec Peter Mitterhofer predstavi svoj izum, pisalni stroj
- 1901 – odprt Pergamonski muzej v Berlinu
- 1912 – Italija po podpisu mirovne pogodbe s Turčijo dobi Libijo in Dodekanez
- 1914 – Združeno kraljestvo razglasi protektorat nad Egiptom
- 1940 – Hitler ukaže pripravo operacije Barbarossa
- 1941 –
  - po »cesti življenja« iz Leningrada čez zamrznjeno Ladoško jezero se prvič odpravi izvidniška skupina
  - Japonska zasede Hongkong
- 1951 – svetovna premiera filmske klasike "Kekec" na filmskem festivalu v tujini
- 1961 – Indija napade Goo, portugalsko enklavo v Indiji
- 2005 – Kolumbijske revolucionarne oborožene sile (FARC) ubijejo 7 in ugrabijo 33 kolumbijskih policistov [mrtva povezava]
- 2009 – v nekdanjem nemškem koncentracijskem taborišču Auschwitz ukradejo znameniti napis Arbeit macht frei
- 2011 – Irak, po devetih letih od začetka invazije, zapustijo zadnji ameriški vojaki

## Rojstva
- 1714 – Miklas Joszef Esterházy, avstrijski feldmaršal, mecen († 1790)
- 1747 – Barthélemy Louis Joseph Schérer, francoski general in politik († 1804)
- 1778 – Joseph Grimaldi, angleški pantomimik, klovn († 1837)
- 1786 – Carl Maria Friedrich Ernest von Weber, nemški skladatelj, pianist in dirigent (možen datum rojstva tudi 18. november) († 1826)
- 1789 – Konstantin d'Aspre und Hoobreuck, avstrijski general († 1850)
- 1842 – Ernestina Jelovšek, Prešernova hči, biografinja († 1917)
- 1844 – Lujo Brentano, nemški ekonomist († 1931)
- 1845 – Nikola Pašić, srbski politik († 1926)
- 1856 – sir Joseph John Thomson, angleški fizik škotskega rodu, nobelovec 1906 († 1940)
- 1863 – Franc Ferdinand, avstrijski princ († 1914)
- 1868 – Carlo Perosi, italijanski kardinal († 1930)
- 1879 – Paul Klee, švicarski slikar († 1940)
- 1908 – Hans Scheele, nemški atlet († 1941)
- 1878 – Josif Stalin, sovjetski diktator († 1953)
- 1913 – Willy Brandt, nemški kancler, nobelovec 1971 († 1992)
- 1914 – Pavle Žaucer, slovenski agronom in politični delavec († 1986)
- 1915 – Dario Mangiarotti, italijanski sabljač († 2010)
- 1929 – Józef Glemp, poljski kardinal († 2013)
- 1931 – Duro Ladipo, nigerijski dramatik († 1978)
- 1939 – Harold Varmus, ameriški biolog in virolog, nobelovec 1989
- 1940 – Lei Feng, kitajski vojak, vzornik († 1962)
- 1943 – Keith Richards, angleški glasbenik (The Rolling Stones)
- 1947 – Steven Spielberg, ameriški filmski režiser
- 1963 – Brad Pitt, ameriški filmski igralec
- 1971 – Arantxa Sánchez Vicario, španska tenisačica
- 1980 – Christina Aguilera, ameriška pevka
- 2001 – Billie Eilish, ameriška pevka

## Smrti
- 1133 – Hildebert iz Lavardina, francoski nadškof in pesnik (* 1055)
- 1290 – Magnus III., švedski kralj (* 1240)
- 1385 – Bernabò Visconti, vladar Milana (* 1319)
- 1406 – Čandarli Ali Paša, veliki vezir osmanskega cesarstva (* neznano)
- 1737 – Antonio Stradivari, italijanski izdelovalec violin (* 1644)
- 1803 – Johann Gottfried Herder, nemški pesnik, teolog, filozof (* 1744)
- 1829 – Jean-Baptiste de Lamarck, francoski zoolog, botanik in evolucionist (* 1744)
- 1848 – Bernard Bolzano, češki matematik in filozof (* 1781)
- 1932 – Eduard Bernstein, nemški socialdemokratski politik in teoretik (* 1850)
- 1933 – Hans Vaihinger, nemški filozof (* 1852)
- 1936 – Andrija Mohorovičić, hrvaški meteorolog, geofizik (* 1857)
- 1952 – Bedřich Hrozný, češki arheolog, jezikoslovec (* 1879)
- 1970 – Stane Sever, slovenski gledališki, filmski igralec (* 1914)
- 1982 – Hans-Ulrich Rudel, nemški pilot (* 1916)
- 1997 – Chris Farley, ameriški filmski igralec, komik (* 1964)
- 2001 – Gilbert Bécaud, francoski šansonjer (* 1927)
- 2003 – Stanislava Brezovar, slovenska balerina (* 1937)
- 2011 – Václav Havel, češki politik, pisatelj, dramatik (* 1936)
- 2016 – Zsa Zsa Gabor, madžarsko-ameriška igralka (* 1917)